# Seymour (Australia)
Seymour – miasto w Australii, w stanie Wiktoria.